# آرتور ده اسلوفر
آرتور ده اسلوفر (هلندی: Arthur De Sloover؛ زادهٔ ۳ مهٔ ۱۹۹۷) بازیکن هاکی روی چمن اهل بلژیک است.